# Mamadou Sakho
Mamadou Sakho (París, el 13 de febrer de 1990) és un futbolista professional francès que juga com a defensa central amb el Crystal Palace FC de la Premier League i amb la selecció francesa
El 13 de maig de 2014, l'entrenador de la selecció francesa Didier Deschamps el va incloure a la llista final de 23 jugadors que representaran França a la Copa del Món de Futbol de 2014.